# Анисимов, Николай Александрович (педагог)
Николай Александрович Ани́симов (1891—1960) — советский педагог, финно-угровед.

## Биография
Родился в крестьянской семье. Окончил Коткозерское земское училище, Петрозаводское горное училище.
В 1912—1915 годах, после окончания Петрозаводской мужской учительской семинарии, работал учителем в земской школе села Ведлозеро.
В 1915—1918 годах — в действующей армии.
В 1918—1937 годах работал в системе народного образования Карелии. В 1937—1938 годах — редактор издательства «Кирья» в Петрозаводске.
В 1938—1950 годах научный сотрудник сектора языкознания Карельского НИИ культуры. Основное направление научных исследований — морфология и фонетика диалектов карельского языка, создание орфографического словаря и букваря. Внёс значительный вклад в изучение фонологии и фонетики карельских диалектов.

## Сочинения
Автор ряда учебников.
- Букварь на карельском языке. — Петрозаводск, 1937. (первое издание)
- Программа по карельскому языку для начальных школ и методическая записка к ней. — Петрозаводск, Каргосиздат, 1938.
- Грамматика карельского языка. Часть 1. Фонетика и морфология. — Петрозаводск, Каргосиздат, 1939.
- Карельский орфографический словарь. — Петрозаводск, Каргосиздат, 1940.
- Основные правила правописания карельского языка. — Петрозаводск, Каргосиздат, 1940.
- Конечные гласные в говоре с. Коткозеро ливвиковского диалекта // Советское финноугроведение. 1949. № 5. C.99-122.
- Программа по собиранию материала для диалектологического атласа карельского язы-ка. — Петрозаводск, 1946. (в соавторстве с Д. В. Бубрихом).
- Некоторые особенности в обучении детей карел. языку // Труды Карело-Финского филиала Академии наук СССР. Сер. лингвистическая. — Петрозаводск, 1954. Вып. 1. С. 109—121